# Garley-Krug

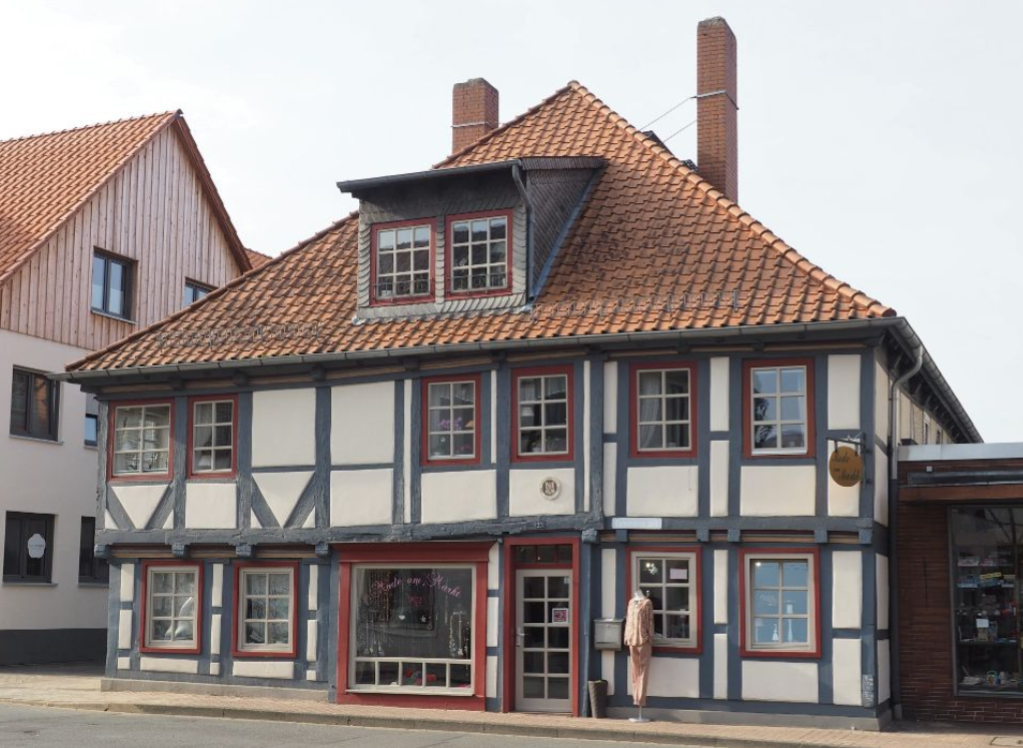
Der ehemalige „Garley-Krug“, 2019

Der Garley-Krug ist ein denkmalgeschütztes Fachwerkhaus in der Bahnhofstraße 23 im Wolfsburger Stadtteil Fallersleben in Niedersachsen. Es wurde 1603 gebaut. Der Name leitet sich von der Biermarke Garley für Bier aus dem 50 km östlich gelegenen Gardelegen ab.

## Beschreibung
Das zweigeschossige Fachwerkhaus mit Walmdach und ausgemauerten Gefachen gehört zu den ältesten Fachwerkhäusern in Fallersleben. Als eines von etlichen restaurierten Fallersleber Gebäuden wurde es mit einem Sandsteinwappen ausgezeichnet.

## Geschichte
1630 erhielt der Besitzer Hans Rischbode vom Herzog die Gerechtsame (Krugrecht), in seinem Wirtshaus Garley aus Gardelegen ausschenken zu dürfen.
Einer der Garley-Krug-Wirte war Wilhelm Krüger, der von 1774 bis 1808 Bürgermeister von Fallersleben war und dessen Familie zur Verwandtschaft des Dichters und Germanisten August Heinrich Hoffmann von Fallersleben gehört. Krügers Erben verkauften den Garley-Krug 1814. Seither scheint das Gebäude nicht mehr als Wirtshaus betrieben worden zu sein.
Einige Einrichtungen der ehemaligen Pferdewechselstation, wie das Kutscherhaus und die früheren Pferdeställe, sind erhalten. Heute wird das Gebäude als Geschäfts- und Wohnhaus genutzt.